# وویچیخ اسکیبینسکی
وویچیخ اسکیبینسکی (لهستانی: Wojciech Skibiński؛ ‏ ۳۱ مارس ۱۹۶۵–۴ مارس ۲۰۱۶) بازیگر اهل لهستان است.
از فیلم‌ها یا مجموعه‌های تلویزیونی که وی در آن‌ها نقش داشته‌است، می‌توان به باغ لوئیز، کینگ‌سایز، سال‌های شیرین، چهل‌ساله، مادران، جهان به روایت خانواده کیپسکی، معکوس، دوران افتخار، پدر متیو، پرستار کودک، عروسی، در خوشی و سختی، بازگشته، اروپا اروپا، کورچاک، سه گام روی زمین، دست‌نوشته ساراگوسا و بدشانسی اشاره نمود.